# Claude Dellys
 (mars 2016).
Claude François André Dellys, né le 15 octobre 1912 à Paris, et mort le 21 février 1952 à Gipcy (Allier), est un aviateur, pilote d'essai et résistant français.

## Biographie
Claude Dellys est né au 20,rue Laugier à Paris, de Jules René Dellys, officier de carrière, et de Louise Magnien son épouse, née à Saint-Honoré-les-Bains, dont le père est tailleur dans la station thermale. Élevé par sa mère, c'est un enfant très croyant qui pense devenir ecclésiastique. Il guérira du mal de Pott et sera pensionnaire chez les frères à Saint-Nicolas de Buzenval à Rueil-Malmaison. Il se passionne alors pour l'aviation et, après la traversée de l'Atlantique par Lindbergh en 1927, il souhaite devenir pilote.
En 1932, il entre comme boursier à l'école de pilotage d'Angers, gérée par la Compagnie française d'aviation. Il fait ses débuts sur le terrain d'Avrillé et obtient son brevet le 13 novembre 1932. Il part se perfectionner à Étampes et, à la fin de sa formation, intègre l'escadrille SPA 81, au sein du 3e groupe du 3e régiment de chasse, basé à Châteauroux au camp de La Martinerie.
Le 18 mai 1935, il réussit son concours de chef de patrouille et son groupe touche le mois suivant un nouvel avion de chasse : le Dewoitine D.500/501 que présente à la base Marcel Doret, pilote d'essai chez ce constructeur. Dès qu'il le peut, il se rend à Saint-Honoré-les-Bains, effectuant le trajet en train.
Durant l'entre-deux-guerres, il est pilote de chasse de 1933 à 1937. En 1937, il effectue un stage de cinq semaines à Istres pour se former aux vols à haute altitude, ainsi qu'aux vols sans visibilité. Il comptera une dizaine d'incidents entre 1935 et 1937, et perdra même le 9 janvier 1936 son gouvernail de profondeur lors d'un piqué de 4 500 m sur son Dewoitine D.500 en réussissant pourtant son atterrissage, ce qui lui vaudra la médaille militaire. Il est choisi pour représenter son escadrille à la fête aérienne de Moulins-sur-Allier avec le sergent Cheminade, sous les ordres du lieutenant Violet.
Fin pilote, il est intégré à la patrouille d'Étampes qui s'est déplacée d'Étampes à Salon-de-Provence à la fin de 1937, et qui change de nom dans le courant de l'année 1938 pour devenir patrouille de l'École de l'air. La patrouille avait reçu en 1935 des Morane-Saulnier MS.225, plus puissants et plus spectaculaires, en complément de ses MS 230.

### La Seconde Guerre mondiale
Claude Dellys, instructeur depuis 1938 à Salon-de-Provence, compte bien se battre, mais il sera maintenu comme instructeur. L'École de l'air est provisoirement répartie sur plusieurs sites, dont Rabat où il se retrouve, avant d'être à nouveau regroupée sur Salon-de-Provence.
Après l'Armistice, il s'envole de Perpignan vers l'Afrique du Nord avec deux autres pilotes, Lucien Montet (futur héros des Forces aériennes françaises libres sous le nom de guerre de Christian Martell), et Fred Nicole (1911-1997) en empruntant un bombardier Lioré et Olivier LeO 451, malgré les obstacles disposés en travers de la piste. Ils se posent finalement à Meknès. Après l'attaque de Mers el-Kébir, Claude Dellys et Lucien Montet sont affectés à l'escadron de chasse II/5, basé à Oran-la-Senia et doté de Curtiss H-75 A Hawk d'origine américaine. Ce groupe comporte deux escadrilles : SPA 167 (cigogne de Romanet) et N 124 Lafayette (tête de Sioux). Mais les vols sont de plus en plus rares. Claude Dellys postule alors pour le Service civil de liaisons aériennes (SCLA), créé le 12 août 1940 sous la responsabilité d'Air France. Il se déplace alors à travers toute l'Afrique française, mais ces missions civiles le lassent. L'école de Salon-de-Provence étant rouverte, il retourne former de jeunes pilotes.

### La Résistance
Les troupes allemandes envahissent la zone libre le 11 novembre 1942. L’École de l'air est dissoute. Il effectue les formalités nécessaires à sa démobilisation le 4 janvier 1943 à Marseille. Après bien des péripéties, il rejoint sa mère à Saint-Honoré-les-Bains et s'installe dans le chalet acquis en 1935 dans l'allée des Pins, quartier des Garennes, qu'il baptisera plus tard L'Ariel du nom d'un hélicoptère qu'il pilotera.
Réalisant le rôle que jouera le Morvan après les débarquements projetés de Normandie et de Provence, comme base de repli des troupes allemandes, le War Office décide l'organisation d'un maquis particulier dans le sud du Morvan. C'est au capitaine Paul Sarrette, dit « Louis », que revient la charge d'organiser ce maquis. Claude Dellys, qui fréquente régulièrement l'hôtel du Guet, est l'ami du propriétaire Georges Perraudin, responsable local de la Résistance. Il gagne logiquement le maquis Louis le 5 août 1944, sous le nom de « la Cigogne », il devient le second du sous-lieutenant Georges Desbaux, dit « Édouard », commandant de la 2e compagnie.
Le maquis Louis est engagé dans les combats qui se déroulent de Decize à Autun et auxquels participent les maquis du sud Morvan et de Saône-et-Loire, ainsi que l'armée de Lattre qui se porte sur Autun (1re division FFL). Cette bataille se termine le 10 septembre 1944. Luzy est libéré dès le 9 septembre et le lendemain, les hommes du maquis Louis, dont Claude Dellys, défilent en vainqueurs dans la ville. Le général Elster, qui n'a pas pu franchir la Loire à temps, doit capituler le 11 septembre avec 16 000 Allemands.
Les maquis nivernais sont dissous le 25 septembre 1944 et Claude Dellys intègre le 13e régiment d'infanterie FFI, qui est dissous à son tour et versé dans le 1er groupement de la Nièvre.

### Fin de la guerre
Le 17 février 1945, il peut enfin réintégrer l'Armée de l'air à Évreux d'où il part en Angleterre le 7 mai 1945, comme moniteur au sein de l'OTU française (Operational Training Unit) de chasse no 80, basée à Ouston (en), Comté de Durham, dirigée par son ami Christian Martell, ancien du groupe Alsace et compagnon de la Libération. Il est nommé aspirant le 18 septembre 1945.
En mars 1946, l'OTU 80 est dissoute et les instructeurs sont affectés au Centre d'instruction à la chasse (CIC) de Meknès au Maroc. Claude Dellys, qui désire changer d'orientation, postule pour entrer à l'École du personnel navigant d'essais et de réception (EPNER) nouvellement créée au Centre d'essais en vol de Brétigny-sur-Orge (CEV), par le commandant Cabaret.
Dans le cadre de ses études, il va fréquenter de nombreux aérodromes et piloter une vingtaine d'avions de tous types : bombardiers, chasseurs à réaction, hélicoptères et avions de transport. Il obtient son brevet de pilote d'essais no 104, avec des notes satisfaisantes : deux 19 en technique et qualité de pilotage. Il décide alors de quitter l'armée et effectue son dernier vol pour le compte du CEV le 13 mars 1947.

## Carrière civile
Il devient pilote d'essais à la SNCAC, puis chez SNCASO et sera mis à la disposition de la Société de construction des avions Hurel-Dubois par son employeur, puis à l'Arsenal de l'aéronautique pour les essais du prototype Arsenal VG 90, après l'accident de Pierre Decroo.
Pour des essais à venir sur hélicoptère birotor SNCAC NC.2001 Abeille, la SNCAC l'envoie suivre une formation aux États-Unis. Il s'entraîna avant son départ en compagnie de Pierre Gallay sur les autogires Lioré et Olivier LéO C-30. Il part trois mois aux États-Unis, et revient avec sa licence de pilote d'essais d'hélicoptères. Il fait alors des démonstrations en public, aux professionnels et dans les fêtes aéronautiques. Pour ses déplacements professionnels, il dispose d'un Morane-Saulnier MS.500 Criquet. Pilote virtuose, formé à la chasse et à la voltige, spécialiste de l'enseignement des techniques de pilotage et de voltige aérienne, il va en trois années maîtriser des avions très différents.

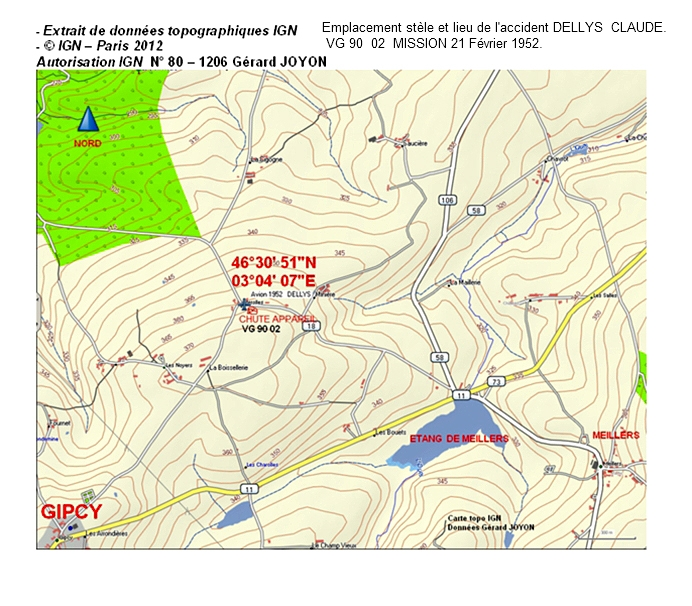
Extrait de carte IGN : lieu de l'accident au lieu-dit Mérolles, commune de Gipcy.

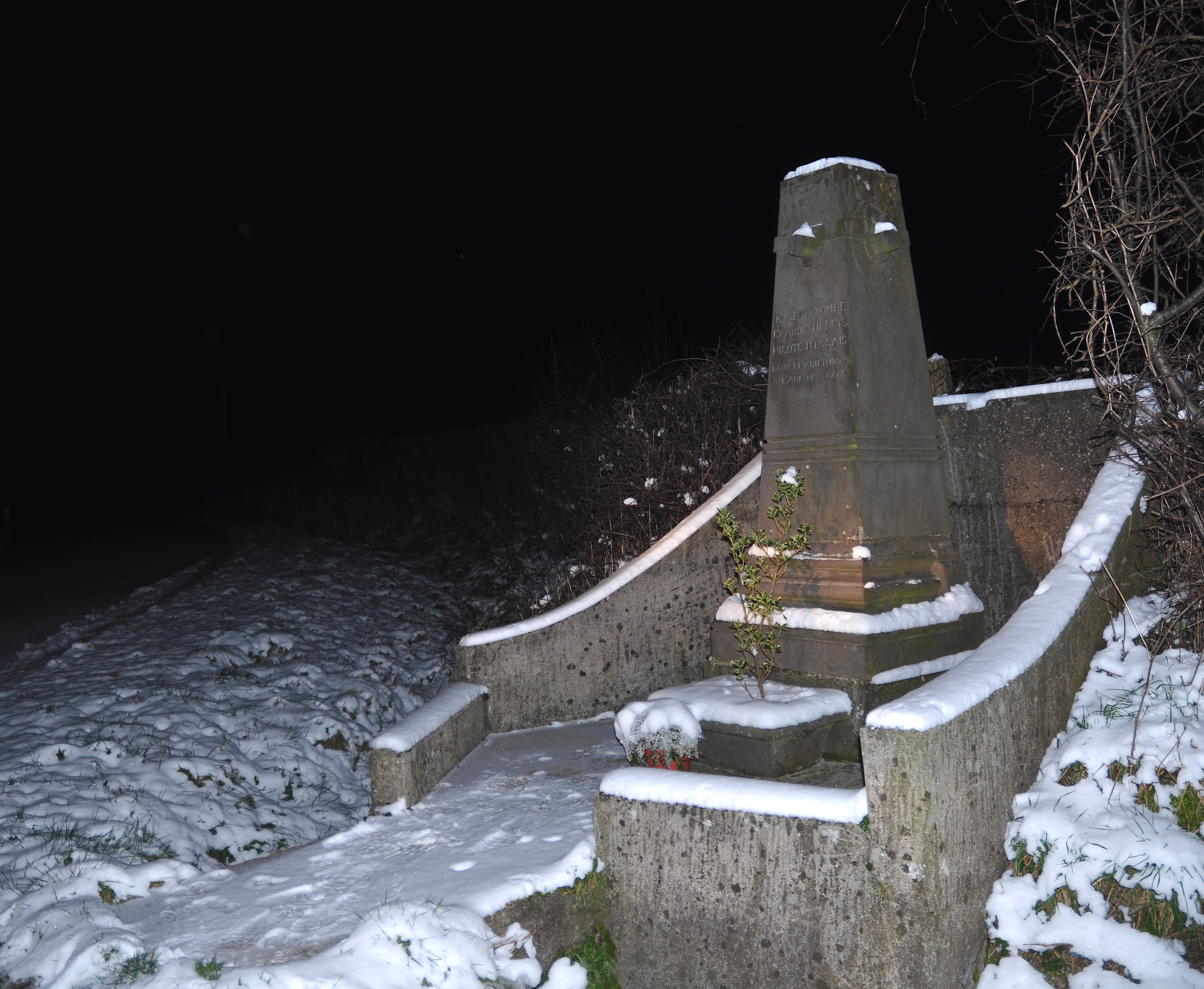
Stèle placée à proximité du lieu de l'accident de Claude Dellys.

Il se tue lors d'un vol de convoyage d'Istres à Melun-Villaroche d'un avion de chasse monoplace monoréacteur Arsenal VG.90-02, son siège éjectable n'ayant pas fonctionné alors qu'il a décidé d'évacuer l'avion après des ennuis techniques. L'accident s'est produit au lieu-dit Mérolles, commune de Gipcy (Allier), le jeudi 21 février 1952. Une stèle est érigée en sa mémoire à quelques mètres du lieu de l'accident.
Les hommages lui sont rendus le lundi 25 février 1952 en présence des autorités civiles et militaires du département, du maire de Gipcy, des Ailes Moulinoises représentées par le chef pilote M. Eskenazy, et d'une délégation de l'Aéroclub de Moulins. Le corps est transféré à Paris et, le mercredi 27 février 1952, se déroule la cérémonie funéraire officielle à l'église Saint-Augustin de Paris en présence de Pierre Montel, secrétaire d'État à l'Air des représentants de l'Armée, dont le général Martial Valin, chef d'état-major de l'Armée de l'Air, des généraux Maurice Challe, chef d'état-major particulier du ministre de l'Air, Henry Archaimbault et de l'ingénieur général Louis Bonte, directeur du Centre d'essais en vol de Brétigny-sur-Orge, et de nombreux pilotes d'essais dont Maryse Bastié, Charles Goujon, Charles Monier (1920-1953), Fred Nicole, Daniel Rastel. Sa dépouille prend la route de Saint-Honoré-les-Bains où un nouvel hommage lui est rendu par les personnalités du département. Il repose depuis dans l'ancien cimetière communal de Saint-Honoré-les-Bains.
Il totalise plus de 4 200 heures de vol sur une centaine d'appareils différents.
Il est dépeint par Lucien Coupet, chef pilote d'essais chez Farman comme : « Un garçon précis, jusqu'au scrupule : son attitude morale se retrouvait dans son métier. Il était audacieux, cela n'est pas en question, mais il envisageait l'essai d'une manière complète, considérant que son rôle était, non pas de courir un risque inutile, mais de mettre tous les atouts dans son jeu. Tout le monde l'adorait, ses camarades, les ingénieurs, les mécaniciens, tous. Il n'oubliait jamais de remercier toux ceux qui avaient travaillé sur l'appareil qu'il allait essayer. On disait de lui : « Quel gars ce Dellys », mais il n'avait aucun souci de l'opinion qu'on avait de lui[réf. nécessaire]. »

## Postes et grades
- 1943 : adjudant-chef.
- 17 septembre 1944 : promu sous-lieutenant dans la résistance par le colonel Roche, commandant des FFI de la Nièvre. Il est nommé aspirant en validation du grade acquis dans la résistance le 18 septembre 1945.

## Programmes d'essais
- Avion stratosphérique : SNCAC NC.3021 Belphégor (en).
- Hélicoptère birotor SNCAC NC.2001 Abeille.
- Biréacteur SNCAC NC.1071.
- Avion de chasse SO.6020 Espadon.
- Avion de chasse SO.8000 Narval.
- De nombreux avions de tourisme.
- Gros porteur SNCAC NC.211 Cormoran [8].
- Maquette volante non motorisée NC.271 du bombardier SNCAC NC.270.
- Hélicoptères : SNCASO SO.1110 Ariel I modifié, premier vol le 7 mars 1949 ; Ariel II 1er vol le 21 avril 1950. Ariel III, 1er vol le 18 avril 1951 1er hélicoptère au monde à voler propulsé par une turbine.
- Heinkel He 274, bombardier stratosphérique piloté par Claude Dellys pour les deux derniers largages du SNCASO SO.M1, maquette volante larguée à haute altitude (8 000 m) en août 1950.
- SNCASO SO.M2 qui vole avant le M1, 1er vol par Jacques Guignard, le 13 avril 1949 suivi de 12 vols par Claude Dellys.
- SNCASO SO.30 Bretagne, vols d'essais et de présentation.
- Hurel-Dubois HD-10.
- Hurel-Dubois HD-31. Claude Dellys devait voler sur cet appareil dont le premier vol sera effectué en janvier 1953. Ce programme prenant du retard, Claude Dellys est passé à l'Arsenal de l'Aéronautique prendre en main le VG 90.
- Planeur Emouchet transformé pour test de vol couché pour l'Arsenal VG 70[9].
- Arsenal VG 90, 1er vol par Modeste Vonner le 27 septembre 1947, Claude Dellys prend en charge le second prototype après l'accident de Pierre Decroo sur le prototype no 1. Il effectue son premier vol en août 1951 et enchaîne quinze vols d'essais en 45 jours[10].

## Décorations
- Chevalier de la Légion d'honneur à titre militaire (décret du 14 décembre 1949) remise le 27 janvier 1950 par André Maroselli, secrétaire d'État à l'Air, pour sa contribution en faveur de l'aviation française et dans les essais des deux prototypes SNCAC NC.1071 à réaction et du SNCAC NC.211 Cormoran[11].
- Médaille militaire avec les félicitations et mandat du ministre de l'Air le 20 août 1936[11].
- Médaille de l'Aéronautique[11].
- Citation à l'ordre du régiment le 17 septembre 1944 par le colonel Roche, commandant des FFI de la Nièvre.
- Citation à l'ordre de la Nation.

## Hommages
- 1953 : une stèle en pierre d'Auvergne est érigée au lieu-dit Mérolle en bordure du champ où s'est écrasé son appareil.
- Une avenue de Saint-Honoré-les-Bains porte son nom dans le quartier du Plateau.
- 1955 : une stèle en bronze et ciment est érigée à l'angle des avenues Claude-Dellys et Eugène-Collin [Où ?].
- Le grand hangar du site Hurel-Dubois à Meudon-la-Forêt est nommé Claude Dellys. Ce site ayant fermé en 2005, le hangar fut démantelé en février 2007.
- 1955 : le monoplace de l'Aéronautique du Nivernais, Brochet MB 50, est baptisé Claude Dellys en présence de la mère du pilote, la marraine est Mme Augendre de Saint-Honoré-les-Bains et le parrain, M. Guillien, président de la chambre de commerce et d'industrie de la Nièvre.
- 1964 : la Loterie nationale émet une série de billets des Ailes Brisées à l'effigie de Claude Dellys.
- 2012 : cérémonie du 2 juillet pour la célébration du centenaire de la naissance de Claude Dellys à Saint-Honoré-les-Bains.
- du 15 au 23 septembre 2012 : expositions à Gipcy dans le cadre du centenaire de la naissance de Claude Dellys. Cérémonie officielle le 17 septembre, avec passage des avions de l'armée de l'air et, le 23 septembre, la participation de l'aéroclub de Moulins et le dévoilement d'une plaque honorifique à côté de la stèle, puis le dévoilement d'une plaque honorifique le 15 octobre au cimetière Saint-Honoré-les-Bains, près de la tombe du pilote[6].